# Christoph Tölle

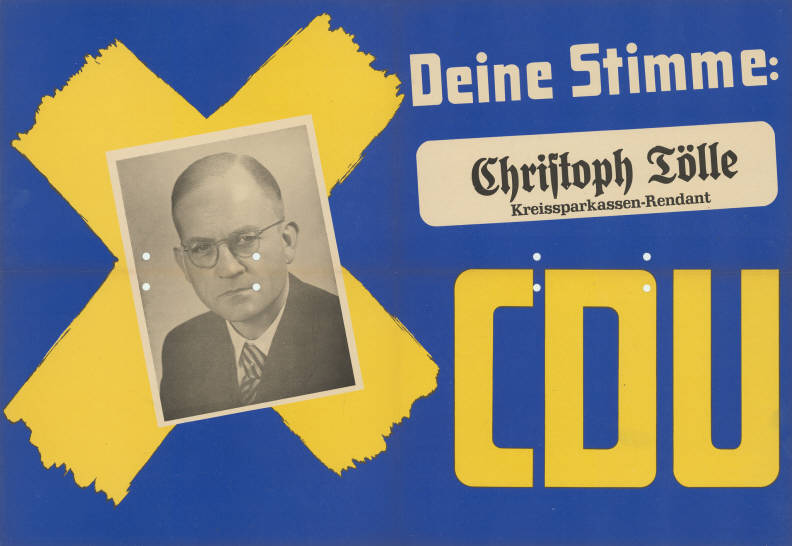
Christoph Tölle auf einem Landtagswahlplakat 1950

Christoph Tölle (* 13. März 1898 in Paderborn; † 9. Januar 1977 ebenda) war ein deutscher Politiker und Landtagsabgeordneter, während der Weimarer Republik Mitglied im Vorstand der Paderborner Zentrumspartei und im Friedensbund Deutscher Katholiken, nach dem Zweiten Weltkrieg Mitglied in der CDU.

## Leben und Beruf
Nach dem Besuch der Volksschule und der Kaufmännischen Fortbildungsschule absolvierte er eine Ausbildung im Verwaltungsdienst der Stadt Paderborn. Im Anschluss an eine weitere Ausbildung im Sparkassendienst und Ablegung der Ersten und Zweiten Sparkassenprüfung war er bei einer Sparkasse beschäftigt und ab 1945 Rendant der Kreissparkasse Paderborn.
Bis 1933 war Tölle Mitglied der Deutschen Zentrumspartei und seit 1945 Mitglied der CDU. Er war in zahlreichen Gremien der CDU vertreten.

## Abgeordneter
Vom 5. Juli 1950 bis zum 23. Juli 1966 war Tölle Mitglied des Landtags des Landes Nordrhein-Westfalen. Er wurde jeweils im Wahlkreis 135 Paderborn direkt gewählt.
Dem Stadtrat der Stadt Paderborn gehörte er von 1945 bis 1968 an und war von 1946 bis 1968 Bürgermeister.

## Sonstiges
Am 13. März 1968 verlieh die Stadt Paderborn ihm die Ehrenbürgerschaft und die Ehrenbezeichnung Altbürgermeister.